# Morti nel 1214
| Questa pagina contiene informazioni ricavate automaticamente dalle voci biografiche con l'ausilio del template Bio e di un bot. L'aggiornamento è periodico e automatico e ricostruisce completamente la pagina. Se manca una persona in questa lista, sei pregato di non aggiungerla, ma accertati piuttosto che la sua voce biografica contenga il template Bio e che i dati anagrafici siano correttamente compilati. Se il template Bio manca, inseriscilo tu stesso o, in alternativa, metti l'avviso {{tmp\|Bio}} che ne segnala la mancanza. Se i dati riportati sono sbagliati, correggi direttamente la voce biografica; le modifiche saranno visibili in questa lista entro pochi giorni. Per chiarimenti vedi il progetto biografie. La lista contiene solo le 18 persone che sono citate nell'enciclopedia e per le quali è stato implementato correttamente il template Bio. Pagina aggiornata al 10 ago 2025. |

- 12 febbraio - Teobaldo I di Bar, nobile
- 11 marzo - Hawise d'Aumale, contessa
- 5 giugno - Imagina di Loon, nobile tedesca (n. 1133)
- 30 agosto - Pietro Capuano, cardinale e teologo italiano
- 10 settembre - Oglerio di Lucedio, abate italiano (n. 1136)
- 14 settembre - Alberto di Gerusalemme, vescovo cattolico e santo italiano (n. 1149)
- 5 ottobre - Alfonso VIII di Castiglia, sovrano (n. 1155)
- 18 ottobre - John de Gray, vescovo cattolico inglese
- 25 ottobre - Eleonora d'Inghilterra, regina (n. 1162)
- 4 dicembre - Guglielmo I di Scozia, re scozzese
- Henry I Clément, militare francese (n. 1170)
- Enrico VI dei Guelfi, conte tedesco
- Gastone VI di Béarn, francese (n. 1171)
- Giovanni di Wallingford, monaco cristiano inglese
- Guglielmo I Salusio IV, marchese (n. 1160)
- Neofito di Cipro, prete cipriota (n. 1134)
- Stekšys, sovrano lituano
- Strez, nobile bulgaro